# آئویی سانمیاکو
آئویی سانمیاکو (انگلیسی: 青い山脈 Aoi sanmyaku) به معنی رشته کوه آبی، یک فیلم سیاه و سفید محصول ۱۹۴۹ فیلم ژاپنی به کارگردانی تاداشی ایمای است. این بر اساس رمان یوجیرو ایشیزاکا به همین نام است که برای اولین بار به صورت سریالی در سال ۱۹۴۷ منتشر شد.